# Lista skrótów i skrótowców używanych w naukach biologicznych
Poniżej znajduje się lista skrótowców i skrótów używanych w naukach biologicznych

## 0-9
- 123J – jod-123 (izotop promieniotwórczy jodu)
- 5-HT – serotonina (5-Hydroksytryptamina)
- 99Tc – technet-99 (izotop promieniotwórczy technetu)

## A
- A – adenozyna
- A – adrenalina
- AA – aminokwasy
- AA (ang.) – Anonimowi Alkoholicy (Alcoholics Anonymous)
- ABMT (ang.) – autogeniczne przeszczepienie szpiku kostnego (autologous bone marrow transplantation)
- ABP – białko wiążące androgeny
- ABVD (ang.) – doxorubicin bleomycin vinblastine dacarbazine
- ACAT – acylotransferaza acylo-CoA-cholesterolowa
- ACE (ang.) – konwertaza angiotensyny (angiotensine-converting enzyme)
- ACEI (ang.) – inhibitory konwertazy angiotensyny (angiotensin-converting enzyme inhibitors)
- ACh – acetylocholina
- AChE – swoista acetylocholinoesteraza
- AChR – receptor acetylocholinowy
- ACP – białko przenoszące grupy acylowe
- ACP – fosfataza kwaśna
- ACTH – hormon adrenokortykotropowy, adrenokortykotropina
- ADH – hormon antydiuretyczny (wazopresyna)
- ADH – dehydrogenaza alkoholowa
- ADP – adenozyno-5'-difosforan
- AEP – słuchowy potencjał wywołany
- AF (ang.) – migotanie przedsionków (atrial fibrillation)
- AFP (ang.) – α-fetoproteina (Alpha Fetal Protein)
- AHF (ang.) – czynnik przeciwhemofilowy (Antihemophilic Factor)
- AHG (ang.) – globulina przeciwhemofilowa (Antihemophilic Globuline)
- AI (ang.) – sztuczne zapłodnienie (Artificial Insemination)
- AICD (ang.) – automatyczny wszczepialny defibrylator serca (Automatic Implanted Cardiac Defibrillator)
- AIDS – zespół nabytego niedoboru odporności
- ALA – kwas δ-aminolewulinianowy
- Ala – alanina
- AlaT – aminotransferaza alaninowa (ALT)
- ALAT – aminotransferaza alaninowa
- ALG (ang.) – globulina antylimfocytarna (Antilymphocytic Globuline)
- ALL (ang.) – ostra białaczka limfatyczna (Acute Lymphocytic Leukemia)
- ALS (ang.) – stwardnienie zanikowe boczne (Amyotrophic Lateral Sclerosis)
- ALT – aminotransferaza alaninowa (AlaT)
- AM – Akademia Medyczna
- AMA (ang.) – przeciwciała przeciwmitochondrialne (Anti-mitochondrial Antibodies)
- AML (ang.) – ostra białaczka szpikowa (Acute Myelocytic Leukemia)
- AMP – adenozyno-5'-monofosforan
- ANA (ang.) – przeciwciała przeciwjądrowe (Anti-Nuclear Antibodies)
- ANCA (ang.) – przeciwciała przeciw cytoplazmie neutrofili (Anti-Neutrophil Cytoplasmic Antibodies)
- ANF – przedsionkowy czynnik antydiuretyczny
- Ang II – angiotensyna II
- ANP – przedsionkowy peptyd antydiuretyczny (ANF)
- AP (ang.) – fosfataza alkaliczna (Alcaline Phosphatase)
- AP – projekcja przednio-tylna (anterior-posterior)
- AP – dusznica bolesna (Angina Pectoris)
- APGAR (ang.) – skala APGAR (American Pediatric Gross Assessment Record)
- APSAC (ang.) – anizoilowany kompleks aktywatora plazminogenu (Anisoylated plasminogen streptokinase activator complex)
- APTT (ang.) – aktywowany czas częściowy tromboplastyny (Activated Partial Thromboplastin Time)
- APUD – rozsiany układ komórek endokrynnych
- AQRS – oś elektryczna serca
- ARA-A – arabinozyd adeniny
- ARAS – układ siatkowy wstępujący
- ARA-C – arabinozyd cytozyny
- ARC (ang.) – zespół związany z AIDS (AIDS related complex)
- ARDS – zespół niewydolności oddechowej dorosłych
- ARO – aktywność reninowa osocza
- Arg – arginina
- AS (ang.) – zwężenie zastawki aorty (Aortic Stenosis)
- ASA (ang.) – kwas acetylosalicylowy (acetylsalicylic acid)
- ASD (ang.) – ubytek w przegrodzie międzyprzedsionkowej (Atrial Septal Defect)
- Asn – asparagina
- ASO – miano przeciwciał antystreptolizyny O
- Asp – kwas asparaginianowy
- AspAT – aminotransferaza asparaginianowa
- AST (ang.) – transferaza asparaginianowa (Asparagine Transferase)
- AT1 – receptor angiotensyny 1
- AT2 – receptor angiotensyny 2
- AT-III – antytrombina III
- ATC – klasyfikacja anatomiczno-terapeutyczno-chemiczna leków
- ATG (ang.) – globulina antytymocytarna (Antithymic Globuline)
- ATP – adenozyno-5'-trifosforan
- ATP-aza – adenozyno-5'-trifosfataza
- AV3V – obszar przedno-brzuszny otaczający III komorę mózgu
- AVD – wazopresyna argininowa
- aVL – oznaczenie jednej z elektrod przy badaniu ekg
- AVR (ang.) – implantacja zastawki w ujście aortalne (Aortic Valve Replacement)
- aVR – oznaczenie jednej z elektrod przy badaniu ekg
- AWR – opór dróg oddechowych
- AZT (ang.) – zydowudyna (zidovudine, azidothymidine) –

## B
- BAC – biopsja aspiracyjna cienkoigłowa
- Ba (ang.) – krwinki zasadochłonne (Basophiles)
- BAEP – słuchowy potencjał wywołany pnia mózgu
- BAL (ang.) – płukanie oskrzelowo-pęcherzykowe (Brocho-alveolar Lavage)
- BAL (ang.) – preparat chelatujący (British Anti-Lewisite)
- BAO (ang.) – podstawowe wydzielanie kwasu solnego (Basic Acid OutputBasic Acid Output)
- BCG (ang.) – szczepionka przeciwgruźlicza (Bacillus Calmette Guerain)
- BCNU – karmustyna
- BDNF – neurotroficzny czynnik pochodzenia mózgowego
- BE (ang.) – nadmiar zasad (Base Excess)
- BER – podstawowy rytm elektryczny przewodu pokarmowego
- BK – badanie w kierunku prątków gruźlicy (Bacterium Koch)
- BMC (ang.) – zawartość mineralna kości (Bone Mass Content)
- BMD (ang.) – gęstość mineralna kości (Bone Mass Density)
- BMR – podstawowa przemiana materii
- BMT (ang.) – przeszczep szpiku kostnego (Bone Marrow Transplantation)
- BNP (ang.) – mózgowy peptyd natriuretyczny (Brain Natriuretic Peptide)
- BP (ang.) – ciśnienie tętnicze (Blood Pressure)
- BPG – bisfosfoglicerynian
- BPH (ang.) – łagodny rozrost stercza/prostaty (Benign Prostatic Hyperplasia)
- BPM (ang.) – uderzeń na minutę (Beats Per Minute)
- BSE (ang.) – zwyrodnienie gąbczaste mózgu, choroba wściekłych krów (Bovine Spongiform Encephalopathy)
- BSP (ang.) – bromosulfoftaleina (Bromsulphtalein)
- BTA – bezpośredni test antyglobulinowy
- BUN (ang.) – azot pozabiałkowy (Blood Urea Nitrogen)
- bz – bez zmian

## C
- C – odcinek szyjny kręgosłupa (od łac. cervicalis szyjny)
- Cx – klirens nerkowy substancji x
- CA – anhydraza węglanowa
- ca. – rak (od łac. Carcinoma)
- Ca – wapń (od łac. calcium)
- CABG (ang.) – pomost aortalno-wieńcowy, popularnie nazywany by-pass (Coronary Arterial Bypass Graft)
- CAH (ang.) – przewlekłe aktywne zapalenie wątroby (Chronic Active Hepatitis)
- CAH (ang.) – zespół nadnerczowo-płciowy (Congenital Adrenal Hyperplasia)
- CAT (ang.) – tomografia komputerowa (computed axial tomography)
- cAMP – cykliczny adenozyno-3'5'-monofosforan
- CAPD (ang.) – ciągła ambulatoryjna dializa otrzewnowa (Continuous Ambulatory Peritoneal Dialysis)
- CBF – przepływ krwi przez mózgowie
- CBG – globulina wiążąca kortykosteroidy
- CBP – białko wiążące wapń
- CDP – cytydyno-5'-difosforan
- CCK – cholecystokinina (CCK-PK)
- CCK-PZ – cholecystokinina-pankreozymina
- CCNU – lomustyna
- CCS (ang.) – klasyfikacja choroby wieńcowej według Kanadyjskiego Towarzystwa Kardiologicznego (Canadian Cardiology Society)
- CD – celiakia
- CD4 (ang.) – cząsteczka różnicująca 4 (patrz: limfocyt T)
- CD8 (ang.) – cząsteczka różnicująca 8 (patrz: limfocyt T)
- CDC (ang.) – amerykańskie Centra Kontroli i Prewencji Chorób (Centers for Disease Control and Prevention)
- CEA (ang.) – antygen rakowo-płodowy (Carcionoembryonic Antigen)
- Cer – ceramid
- CF (ang.) – mukowiscydoza (Cystis Fibrosis)
- CFC – współczynnik filtracji włośniczkowej
- cGMP – cykliczny guanozyno-3'5'-monofosforan
- ChE – cholinesteraza
- CHE – cholinesteraza
- CHF (ang.) – zastoinowa niewydolność krążenia (congestive heart failure)
- CI (ang.) – przedział ufności (Confidence Interval)
- CJD (ang.) – choroba Creutzfeldta-Jakoba (Creutzfeldt-Jakob disease)
- CLIP – kortykotropowopodobny peptyd pośredniej części przysadki
- CK – kinaza kreatynowa
- CK-MB – izoenzym MB kinazy kreatyny
- ckpw – co kilka pól widzenia
- CLL (ang.) – przewlekła białaczka limfatyczna (Chronic Lymphocytic Leukemia)
- CM – kapreomycyna
- CML (ang.) – przewlekła białaczka szpikowa (Chronic Myelocytic Leukemia)
- CMML (ang.) – przewlekła białaczka mielomonocytowa (chronic myelomonocytic leukemia)
- CMP – cytydyno-5'-monofosforan
- CMV – cytomegalowirus
- CNP – korowy peptyd natriuretyczny
- CO (ang.) – pojemność minutowa (cardiac output)
- CO – tlenek węgla
- Co – koenzym
- CoA – koenzym A
- COMT – tlenowa metylotransferaza katecholowa
- CoQ – koenzym Q
- COX – cyklooksygenaza
- COX-1 (ang.) – cyklooksygenaza 1 (cyclooxigenase 1)
- COX-2 (ang.) – cyklooksygenaza 2 (cyclooxigenase 2)
- CPAP (ang.) – ciągłe dodatnie ciśnienie w drogach oddechowych (continuous positive airway pressure)
- CPG – ośrodkowy generator wzorca oddechowego
- CPK – fosfokinaza kreatynowa
- CPOM – grubocząsteczkowa materia organiczna (ang. coarse particulate organic matter)
- CPR (ang.) – reanimacja (cardiopulmonary resuscitation)
- CPR (ang.) – resuscytacja krążeniowo-oddechowa (cardio-pulmonary resuscitation)
- CR (ang.) – pełna remisja (complete remission)
- CREST (ang.) – zespół CREST (Calcinosis Raynaud Esophagus Sclerosis Teleangiectasiae)
- CRF (ang.) – czynnik uwalniający kortykotropinę (corticotropin-releasing factor)
- CRH – kortykoliberyna
- CRP (ang.) – białko C reatywne (C Reactive Protein)
- CS – cykloseryna
- CSF – płyn mózgowo-rdzeniowy
- CSK – centralny szpital kliniczny
- Ct – kalcytonina
- CT – tomografia komputerowa (TK)
- CTP – cytydynotrifosforan
- CUN – centralny układ nerwowy
- Cys – cysteina
- CVA (ang.) – udar mózgu (cerebrovascular accident)
- CVD (ang.) - choroba sercowo-naczyniowa (cardiovascular disease)
- CVID (ang.) – pospolity niedobór odporności (Common Variable ImmunoDeficiency)

## D
- DA – dopamina
- DAG – diacyloglicerol
- dATP – deoksyadenozyno-5'-fosforan
- dB – decybel
- DBP (ang.) – rozkurczowe ciśnienie krwi (diastolic blood pressure)
- DCM (ang.) – kardiomiopatia rozstrzeniowa (Dilated Cardiomyopathy)
- dCTP – deoksycytydyno-5'-fosforan
- DDD (ang.) – standardowe dawki dzienne (Daily Defined Doses)
- DEXA (ang.) – absorpcjometr podwójnej energii promieniowania rentgenowskiego (Dual Energy X-ray Absorptiometry)
- DHE (ang.) – dihydroergotamina (Dihydoergotamine)
- DHEA – dehydroepiandrosteron
- DHEA-S (ang.) – siarczan dehydoepiandrosteronu (dehydoepiandrosterone sulphate)
- DHT – dihydrotestosteron
- DIC (ang.) – zespół rozsianego wykrzepiania wewnątrznaczyniowego (disseminated intravacular coagulation)
- DiPerTe – szczepionka błoniczo-tężcowo-krztuścowa (Diphteria Pertussis Tetanus)
- DIT – dijodotyrozyna
- DiTe – szczepionka błoniczo-tężcowa (Diphteria Tetanus)
- DNA – kwas deoksyrybonukleinowy
- DOC – 2,5-dimetoksy-4-chloroamfetamina
- DOC (ang.) – deoksykortykosteron
- DOM – (ang. dissolved organic matter) rozpuszczona materia organiczna
- DOPA – dihydroksyfenyloalanina
- DT – szczepionka błoniczo-tężcowa (Diphteria Tetanus)
- DTP – szczepionka błoniczo-tężcowo-krztuścowa (Diphteria Tetanus Pertussis)
- DVT (ang.) – zapalenie żył głębokich (Deep Vein Thrombosis)
- DZM – dobowa zbiórka moczu

## E
- E (ang.) – erytrocyt, erytrocyty (Erythrocytes)
- E1 – estron
- E2 – estradiol
- E3 – estriol
- E4 – estetrol
- E5 – dietylstilbestrol
- EACA (ang.) – kwas ε-aminokapronowy (Epsilon-Aminocaproic Acid)
- EBM (ang.) – praktyka medyczna oparta na wiarygodnych publikacjach naukowych (Evidence Based Medicine)
- EBV – wirus Epsteina-Barr
- ECF – płyn zewnątrzkomórkowy
- ECG (ang.) – elektrokardiogram (Electrocardiogram)
- ECM – macierz pozakomórkowa
- ECPW – endoskopowa cholangiopankreatografia wsteczna
- ECS – przestrzeń pozakomórkowa
- ECGF – śródbłonkowy czynnik wzrostu
- EDHF – śródbłonkowy czynnik hiperpolaryzujący
- EEG – elektroencefalogram
- EF (ang.) – frakcja wyrzutowa (Ejection Fraction)
- EFP – efektywne ciśnienie filtracyjne
- EGF – czynnik wzrostu naskórka
- EKG – elektrokardiogram
- ELISA (ang.) – badanie ELISA (Enzyme-Linked Immunosorbent Assay)
- EMB – etambutol
- EMC (ang.) – zapalenie mózgu i mięśnia sercowego (Encephalomyocarditis)
- EMF (ang.) – zwłóknienie endomiokardialne (Endomyocardial Fibrosis)
- EMG – elektromiogram
- ENK – enkefaliny
- Eo (ang.) – krwinki kwasochłonne, eozynofile (Eosinophiles)
- EOG – elektrookulogram
- EPH (ang.) – gestoza (Edema Proteinuria Hypertension)
- EPO – erytropoetyna
- EPSP – postsynaptyczny potencjał pobudzający
- ERCP – endoskopowa cholangiopankreatografia wsteczna (endoscopic retrograde cholangiopancreatography)
- ERG – elektroretinogram
- ERPF – efektywny przepływ osocza przez nerki
- ERV – objętość zapasowa wydechowa
- ESR (ang.) – odczyn Biernackiego (erythocyte sedimentation rate)
- ESWL (ang.) – pozaustrojowe rozbijanie złogów za pomocą fal (extracorporal shockwave lithotripsy)
- ET (ang.) – endotelina
- EUS (ang.) – ultrasonografia endoskopowa
- EV – objętość wydechowa

## F
- FA – fosfataza alkaliczna
- FDA (ang.) – amerykańska Agencja Żywności i Leków (Food and Drug Administration)
- FDE – fosfodiesteraza
- FDP (ang.) – produkty rozpadu fibrynogenu (Fibrinogen Degradation Products)
- Fe – żelazo (ferrum)
- FEV1 (ang.) – objętność nasilonego wydechu 1-sekundowego (Forced Expiratory Volume 1-second)
- FF – frakcja filtracyjna osocza
- FFA – wolne kwasy tłuszczowe (WKT)
- FFP (ang.) – świeżo mrożone osocze (Fresh Frozen Plasma)
- FGF – fibroblastyczny czynnik wzrostu
- FHR (ang.) – częstość serca płodu (Fetal Heart Rate)
- FHT (ang.) – tony serca płodu (Fetal Heart Tones)
- FK – fosfataza kwaśna
- FPG (ang.) – poziom glukozy na czczo (fasting plasma glucose)
- FRC – zalegająca pojemność czynnościowa w płucach
- FSH – hormon folikulotropowy
- FT3 – wolna trójjodotyronina
- FT4 – wolna tyroksyna
- FTA (ang.) – odczyn immunofluorescencji krętków (fluorescent treponemal antibody)
- FTA-ABS (ang.) – odczyn immunofluorescencji krętków-modyfikacja absorpcyjna (fluorescent treponemal antibody absorption)
- FPOM – drobnocząsteczkowa materia organiczna (ang. fine particulate organic matter)

## G
- G6PD (ang.) – dehydrogenaza glukozo-6-fosforanu (Glucose-6-phosphate-dehydrogenase)
- G-6-PD (ang.) – dehydrogenaza glukozo-6-fosforanu (Glucose-6-phosphate-dehydrogenase)
- G+ – bakterie Gram-dodatnie
- G- – bakterie Gram-ujemne
- GABA – kwas γ – aminomasłowy
- GBM (łac.) – glioblastoma multiforme, glejak wielopostaciowy
- GCS (ang.) – skala śpiączki Glasgow (Glasgow Coma Scale)
- GDH (ang.) – dehydrogenaza glutaminianowa (glutamate dehydrogenase)
- GERD (ang.) – choroba refluksowa przełyku (gastro-esophageal reflux disease)
- GFR – wskaźnik filtracji kłębuszkowej
- GGTP – γ glutamylotranspeptydaza
- GH – hormon wzrostu
- GHRF (ang.) – czynnik uwalniający hormon wzrostu (Growth Hormone, GHRH)
- GH-RH – hormon uwalniający hormon wzrostu (somatoliberyna, GRH)
- GIFT (ang.) – Gamete intrafallopian transfer (gamete intrafallopian transfer)
- GIK – mieszanka polaryzująca glukoza-insulina-potas
- GlDH (ang.) – dehydrogenaza glutaminianowa (glutamate dehydrogenase)
- GIP – peptyd hamujący czynność żołądka
- GITS (ang.) – terapeutyczny system dla przewodu pokarmowego (gastrointestinal therapeutic system)
- GLUT – białkowy transporter glukozy
- GMP – guanozyno-5'-monofosforan
- GNDF – glejowy czynnik neurotroficzny
- GnRH – hormon uwalniający gonadotropiny
- GORD (ang.) – choroba refluksowa przełyku (Gastro-oesophageal Reflux Disease)
- GOT (ang.) – aminotransferaza asparaginianowa (glutamic-oxalacetic transaminase)
- GPT (ang.) – aminotransferaza alaninowa (glutamic-pyruvic transaminase)
- GRH – hormon uwalniający hormon wzrostu (GH-RH)
- GRP – peptyd uwalniający gastrynę
- GTF – czynnik tolerancji glukozy (ang. glucose tolerance factor)
- GTP – guanozyno-5'-trifosforan
- GvH (ang.) – choroba przeszczep przeciw gospodarzowi (Graft-versus-Host)
- GvHD (ang.) – choroba przeszczep przeciw gospodarzowi (Graft-versus-Host Disease)
- gzt – guzkowe zapalenie tętnic

## H
- H1 – receptor histaminowy 1
- H2 – receptor histaminowy 2
- HA – nadciśnienie tętnicze (Hypertonia arterialis)
- HAV – wirus zapalenia wątroby typu A
- Hb – hemoglobina
- HbA1c – hemoglobina glikolizowana
- HbCO – hemoglobina tlenkowęglowa (karboksyhemoglobina)
- HBs – antygen powierzchniowy wirusa zapalenia wątroby typu B
- HBsAg – antygen powierzchniowy wirusa zapalenia wątroby typu B
- HBV – wirus zapalenia wątroby typu B
- hCG – ludzka gonadotropina kosmówkowa
- HCM (ang.) – kardiomiopatia przerostowa (Hypertrophic Cardiomyopathy)
- HCT – hematokryt
- HCV – wirus zapalenia wątroby typu C
- HDL – lipoproteiny osocza o dużej gęstości
- HDL-C (ang.) – frakcja cholesterolu złożona z lipoprotein o wysokiej gęstości (high density lipoprotein cholesterol)
- HDV – wirus zapalenia wątroby typu D
- HETE – kwas hydroksyeikozatetraenowy (HPETE)
- HEV – wirus zapalenia wątroby typu E
- HF (ang.) – Heart Failure – niewydolność serca
- HGB (ang.) – hemoglobina (Hemoglobin)
- HGF – wątrobowy czynnik wzrostu
- hGH – ludzki hormon wzrostu
- Hib – Hemophilus influenzae B
- HIV – wirus nabytego niedoboru odporności
- HKT – hematokryt
- HL (ang.) – lipaza wątrobowa (hepatic lipase)
- HLA (ang.) – antygeny zgodności tkankowej (Human Leucocyte Antigens)
- HMG-CoA – reduktaza hydroksymetyloglutyrylokoenzymu A
- HOCM (ang.) – kardiomiopatia przerostowa z zawężeniem drogi odpływu (hypertrophic obstructive cardiomyopathy)
- Hp – Helicobacter pylori
- Hp+ – test Helicobacter pylori dodatni
- Hp- – test Helicobacter pylori ujemny
- HPETE – kwas hydroksyeikozatetraenowy (HETE)
- hPL – ludzki laktogen łożyskowy
- HPV – ludzki wirus brodawczaka
- HR – czynność skurczów serca na minutę
- HRT (ang.) – hormonalna terapia zastępcza (hormone replacement therapy)
- HSV (ang.) – wirus opryszczki (Herpes Simplex Virus)
- Ht – hematokryt (HCT)
- HTLV (ang.) – wirus ludzki białaczki limfocytów T (Human T Lymphocyte Leukemia Virus)
- HTZ – hormonalna terapia zastępcza

## I
- IABP (ang.) – kontrapulsacja wewnątrzaortalna (intra-aortic balloon pumping)
- IC – pojemność wdechowa
- ICD (ang.) – wszczepialny defibrylator serca (implanted cardiac defibrillator)
- ICD-9 (ang.) – międzynarodowa klasyfikacja chorób dziewiąta rewizja (International Classification of Diseases)
- ICF – płyn wewnątrzkomórkowy
- ICS – przestrzeń wewnątrzkomórkowa
- ICU (ang.) – oddział intensywnego nadzoru (Intensive care unit)
- ICV – objętość przestrzeni wewnątrzkomórkowej
- IDDM (ang.) – cukrzyca typu 1 zależna od insuliny (insulin-dependent diabetes mellitus)
- IDL – lipoproteiny osocza o pośredniej gęstości
- IFG (ang.) – nieprawidłowy poziom glukozy na czczo (impaired fasting glucose)
- IgA – immunoglobulina A
- IgD – immunoglobulina D
- IgE – immunoglobulina E
- IGF – insulinopodobne czynniki wzrostowe
- IgG – immunoglobulina G
- IgM – immunoglobulina M
- IL – interleukina
- i.m (ang.) – domięśniowo (intramusculare)
- INF – interferon
- INR (ang.) – normalizowany wskaźnik aktywności protrombiny (International Normalized Ratio)
- IOM – intensywna opieka medyczna
- IP3 – trisfosforan inozytolu
- IPPV (ang.) – wentylacja z przerywanym dodatnim ciśnieniem (Intermittent postive pressure ventilation)
- IPSP – postsynaptyczny potencjał hamujący
- IQ (ang.) – wskaźnik inteligencji (Intelligence Quotient)
- IRV – zapasowa pojemność wdechowa
- ISA (ang.) – wewnętrzna aktywność sympatykomimetyczna (Intrinsic Sympathomimetic Activity)
- ISDN (ang.) – dwuazotan sorbitu (Isosorbide dinitrate)
- ISH (ang.) – izolowane ciśnienie tętnicze skurczowe (Isolated Systolic Hypertension)
- ITP (ang.) – samoistna plamica małopłytkowa (Idiopathic Thrombocytopenic Purpura)
- IU (ang.) – jednostki międzynarodowe (International Units)
- IUCD (ang.) – antykoncepcyjna wkładka domaciczna (intrauterine contraceptive device)
- IUD (ang.) – antykoncepcyjna wkładka domaciczna (intrauterine device)
- IUI (ang.) – domaciczna inseminacja (Intra-uterine Insemination)
- i.v (ang.) – dożylnie (intra vene)
- IVF (ang.) – zapłodnienie in vitro (in vitro fertalization)
- IVP (ang.) – urografia dożylna (intravenous pyelogram)

## J
- j.m – jednostki międzynarodowe

## K
- K – potas (Kalium)
- KIG – mieszanka polaryzująca potas-insulina-glukoza
- KT – tomografia komputerowa

## L
- L – odcinek lędźwiowy kręgosłupa
- L (ang.) – leukocyt, leukocyty (Leukocytes)
- LA – kwas mlekowy
- LAD (ang.) – lewa tętnica zstępująca (Left Artery Descendens)
- LAS (ang.) – zespół uogólnionej limfadenopatii (Lymphadenopathy Syndrome)
- LBBB (ang.) – blok lewej gałęzi pęczka Hisa (Left Bundle Branch Block)
- LCAT (ang.) – acylotransferaza lecytynowo-cholesterolowa (Lecithin-cholesterol acyltransferase)
- LCM (ang.) – limfocytarne zapalenie opon mózgowych (Lymphocytic Meninigitis)
- LDH (ang.) – dehydrogenaza mleczanowa (Lactic Dedydrogenase)
- LDL – lipoproteiny osocza o małej gęstości
- LDL-C (ang.) – frakcja cholesterolu złożona z lipoprotein o niskiej gęstości (Low Density Lipoprotein Cholesterol)
- L-DOPA (ang.) – lewoskrętna postać dwuhydroksyfenyloalaniny (DihydrOxyPhenylAlanine)
- LE (łac.) – toczeń rumieniowaty (lupus erythematodes)
- LES (ang.) – dolny zwieracz przełyku
- LES (łac.) – toczeń rumieniowaty układowy (lupus erythematodes systemicus)
- Leu – leucyna
- leu (ang.) – leukocyt, leukocyty (leukocytes)
- LGL (ang.) – zespół Lowna-Ganonga-Levine’a (Lown-Ganong-Levine syndrome)
- LGM – ziarnica złośliwa (Lymphogranulomatosis maligna)
- LH – hormon luteinizujący
- LH-RH – gonadoliberyna
- LM (ang.) – pień lewej tętnicy wieńcowej (Left Main)
- Lp(a) (ang.) – lipoproteina A (Lipoprotein A)
- LPH – hormon lipotropowy
- LPL – lipaza lipoproteinowa
- LTC – leukotrieny
- LV (ang.) – lewa komora serca (Left ventricle)
- LVEDP (ang.) – ciśnienie lewokomorowe pod koniec rozkurczu (left ventricular end diastolic pressure)
- LVEF (ang.) – frakcja wyrzutowa lewej komory (left ventricular ejection fraction)
- LVF (ang.) – niewydolność lewokomorowa (left ventricular failure)
- LVH (ang.) – przerost mięśnia lewej komory serca (left ventricular hypertrophy)
- LVOT (ang.) – droga odpływu lewej komory (left ventricular outflow track)
- Ly (ang.) – limfocyty (lymphocytes)

## M
- MAO – oksygenaza monoaminowa
- MAP – kinaza aktywowana przez mitogeny
- MAS – napady MAS (Morgani-Adams-Stokes)
- MCH (ang.) – średni ciężar hemoglobiny w erytrocycie (mean corpuscular hemoglobin)
- MCHC (ang.) – średnie stężenie hemoglobiny w erytrocycie (Mean Corpuscular Hemoglobin Concentration)
- mCi (ang.) – miliCurie (dawka promieniowania)
- MCV (ang.) – średnia objętość erytrocytu (Mean Corpuscular Volume)
- MD – lekarz medycyny (medicinae doctor)
- MDS (ang.) – zespół mielodysplastyczny (myelodysplastic syndrome)
- ME – koncentrat krwinek czerwonych, tzw. masa erytrocytarna
- mEq – miliekwiwalent
- MET – równoważnik metaboliczny
- MetHb – methemoglobina
- METs – równoważniki metaboliczne
- MF – morfina
- Mg – magnez (łac. magnesium)
- mg – miligram
- mg% – miligram procent
- MIC – choroba niedokrwienna serca (morbus ischaemicus cordis)
- MIC (ang.) – minimalne stężenie hamujące (minimal inhibitory concentration)
- MIF – czynnik hamujący migrację makrofagów
- MIT – monojodotyrozyna
- MLA – ostra białaczka szpikowa (Myelosis Leucemica Acuta)
- MM – szpiczak mnogi (Myeloma multiplex)
- Mo (ang.) – monocyty (Monocytes)
- MODY (ang.) – cukrzyca osób dorosłych w młodości (Maturity Onset Diabetes in Youth)
- MP – masa płytkowa
- MPV (ang.) – średnia objętość trombocyta (Mean Platlet Volume)
- MR (ang.) – o kontrolowanym uwalnianiu (Modified Release)
- MRF – czynnik uwalniający melanotropinę (MSH-RH)
- MRI (ang.) – badanie za pomocą rezonansu magnetycznego (Magnetic Resonance Imaging)
- MRIH – melanostatyna
- mRNA – matrycowy RNA
- MRSA (ang.) – gronkowiec złocisty oporny na metycylinę (Methicillin Resistant Staphylococcus Aureus)
- MS – stwardnienie rozsiane
- MSH – melanotropina
- MSH-RH – czynnik uwalniający melanotropinę (MRF)
- MSSA (ang.) – gronkowiec złocisty wrażliwy na metycylinę (Methicillin Sensitive Staphylococcus Aureus)
- mtDNA – mitochondrialny DNA
- MTX (ang.) – metotreksat (Methotrexate)
- MVP (ang.) – zespół wypadania płatka zastawki mitralnej (mitral valve prolapse)
- MVPS (ang.) – zespół wypadania płatka zastawki mitralnej (Mitral Valve Prolapse Syndrome)

## N
- n – haploidalność
- NA – noradrenalina
- Na – sód (z łac. Natrium)
- NAD – dinukleotyd nikotynoamidoadeninowy
- NADH – forma aktywna dinukleotydu nikotynoamidoadeninowego
- NADP – fosforan dinukleotydu nikotynoamidoadeninowego
- NADPH – forma aktywna fosforanu dinukleotydu nikotynoamidoadeninowego
- Na+/K+ ATP-aza – adenozynotrifosfataza zależna od Na+ i K+ (pompa sodowo-potasowa)
- nb – nieobecny
- Ne (ang.) – krwinki obojętnochłonne (Neutrophiles)
- NEJM (ang.) – New England Journal of Medicine
- Neo – nowotwór (Neoplasma)
- NGF – neuronalny czynnik wzrostu
- NHL (ang.) – chłoniak złośliwy nieziarniczy (Non Hodgkin Lymphoma)
- NIDDM (ang.) – cukrzyca typu 2 niezależna od insuliny (Non-Insulin Dependent Diabetes Mellitus)
- NK (ang.) – limfocyty NK (Natural Killers)
- NLPZ – niesteroidowy lek przeciwzapalny
- NMR (ang.) – rezonans magnetyczny (Nuclear Magnetic Resonance)
- NO (ang.) – tlenek azotu (Nitric Oxide)
- NOS – syntaza tlenku azotu
- NPY – neuropeptyd Y
- Npl – nowotwór (Neoplasma)
- n.s (ang.) – nieznamienny statystycznie (not significant)
- NSAID (ang.) – niesteroidowy lek przeciwzapalny (Non-Steriodal Anti-Inflammatory Drug)
- NSE (ang.) – neuroswoista enolaza (Neurospecific enolase)
- NT – neurotensyna
- NTG (ang.) – nitrogliceryna (Nitroglycerin)
- NYHA (ang.) – Nowojorskie Stowarzyszenie Kardiologiczne (New York Heart Association) i klasyfikacja zaawansowania zastoinowej niewydolności krążenia

## O
- ob – obecny
- OB – odczyn Biernackiego
- ocż – ośrodkowe ciśnienie żylne
- OGTT (ang.) – doustny test obciążenia glukozą (Oral Glucose Tolerance Test)
- OIOM – oddział intensywnej opieki medycznej
- OUN – ośrodkowy układ nerwowy
- OUN – obwodowy układ nerwowy
- OWD – odczyn wiązania dopełniacza
- OXY – oksytocyna
- ozt – ostre zapalenie trzustki

## P
- P – załamek P w zapisie ekg
- P – fosfor, fosforany (z łac. Phosphorus)
- PAF – płytkowy czynnik aktywujący
- PAH – kwas para-aminohipuronowy
- PAI-1 (ang.) – inhibitor aktywatora plazminogenu 1 (Plasminogen activator inhibitor 1)
- PAO (ang.) – szczytowe wydzielanie kwasu solnego (Peak Acid Output)
- PAP – badanie rozmazu według Papanicolaou (PAPanicolaou)
- PAT (ang.) – napadowy częstoskurcz nadkomorowy (Paroxysmal atrial tachycardia)
- PCB (ang.) – prokarbazyna (Procarbazine)
- PCR (ang.) – łańcuchowa reakcja polimerazowa (Polymerase Chain Reaction)
- PDA (ang.) – przetrwały przewód tętniczy Botala (Patent Ductus Arteriosus)
- PDE (ang.) – fosfodiesteraza (Phosphodiesterase)
- PDGF – płytkowy czynnik wzrostu
- PEEP (ang.) – dodatnie ciśnienie końcowowydechowe (Positive Endexpiratory Pressure)
- PET – emisyjna tomografia komputerowa
- PEF (ang.) – szczytowy przepływ wydechowy (Peak Expiratory Flow)
- PEFR (ang.) – maksymalna szybkość wydechowa (Peak Expiratory Flow Rate)
- PGA – prostaglandyny A
- PGE – prostaglandyny E
- PGE2 – prostaglandyna E2
- PGF – prostaglandyny F
- PGI2 – prostacyklina
- pH – odczyn pH
- P-H – pęczek Palladino-Hisa
- PID (ang.) – zapalenie miednicy małej (Pelvic Inflammatory Disease)
- PIH – hormon hamujący wydzielanie prolaktyny
- PIP – fosfatydyloinozytol
- PKA (ang.) – kinaza białkowa A (Protein Kinase A)
- PKU (ang.) – fenyloketonuria (Phenylketonuria)
- PLT (ang.) – płytki krwi (platlets)
- PMR (ang.) – przezskórna rewaskularyzacja mięśnia sercowego (Percutaneous Myocardial Revascularisation)
- p.o (ang.) – doustnie (per os)
- pochp – przewlekła obturacyjna choroba płuc
- POMC – proopiomelanokortyna
- POX (ang.) – peroksydaza (Peroxidase)
- PP – polipeptyd trzustkowy
- PQ – odcinek PQ w z zapisie ekg
- PRA (ang.) – aktywność reninowa osocza (Plasma Renin Activity)
- PRH – hormon uwalniający prolaktynę
- PRIND (ang.) – przedłużony odwracalny udar mózgu (Prolonged Reversible Ischemic Neurologic Deficit)
- PRL – prolaktyna
- PSA (ang.) – swoisty antygen sterczowy (Prostatic Specific Antigen)
- PSP (ang.) – fenolosulfoftaleina (Phenylsulphtalein)
- PT (ang.) – czas protrombinowy (prothrombin time)
- PTA – pośredni test antyglobulinowy
- PTA (ang.) – przeskórna wewnątrznaczyniowa plastyka naczyń (Percutaneous Transluminal Angioplasty)
- PTCA (ang.) – przeskórna wewnątrznaczyniowa plastyka naczyń wieńcowych (Percutaneous Transluminal Coronary Angioplasty)
- PTH – parathormon
- PTT (ang.) – częściowy czas tromboplastyny (Partial Thromboplastin Time)
- PUVA – metoda fototerapii z zastosowaniem psoralenu (Psoralen UV A)
- PVR (ang.) – płucny opór naczyniowy (Pulmonary Vascular Resistance)
- PWP (ang.) – ciśnienie zaklinowania w tętnicy płucnej (Pulmonary Wedge Pressure)
- PZH – Państwowy Zakład Higieny
- pzo – przewlekłe zapalenie oskrzeli
- pzt – przewlekłe zapalenie trzustki
- PŻW – przewód żółciowy wspólny

## Q
- Q – załamek Q w zapisie ekg
- QRS – zespół QRS w zapisie ekg
- QT – odstęp QT w zapisie ekg
- Q-T – odstęp QT w zapisie ekg

## R
- R! – mejoza
- RA (ang.) – oporna na leczenie niedokrwistość (Refractory Anaemia)
- RAA – oś renina – angiotensyna – aldosteron
- RAR – szybko adaptujące się mechanoreceptory płuc
- RAS – układ sitkowy aktywujący
- RBBB (ang.) – blok prawej gałęzi pęczka Hisa (Right Bundle Branch Block)
- RBC (ang.) – erytrocyty (Red Blood Cells)
- RBF – przepływ krwi przez nerki
- RCA (ang.) – prawa tętnica wieńcowa (Right Coronary Artery)
- REM – faza snu o szybkich ruchach gałek ocznych
- RF (ang.) – czynnik reumatoidalny (Rheumatic factor)
- Rh (ang.) – antygen Rh (Rhesus factor)
- RIA (ang.) – badanie radioimmunologiczne (Radioimmune Assay)
- RIBA (ang.) – badanie radioimmunoblot (Radioimmoblotting Assay)
- RIND (ang.) – odwracalny udar mózgu (ang. reversible ischemic neurologic deficit)
- RNA – kwas rybonukleinowy
- RNV (ang.) – wentrykulografia radioizotopowa (ang. radionuclear ventriculography)
- RPF (ang.) – przepływ osocza przez nerki (renal plasma flow)
- RQ – współczynnik oddechowy
- RR – ciśnienie tętnicze
- rRNA – rybosomalny RNA
- RSV (ang.) – syncytialny wirus oddechowy (Respiratory Syncitial Virus)
- RV – objętość zalegająca
- RV (ang.) – prawa komora serca (Right Ventricle)
- RZM – rytm zatokowy miarowy
- RZS – reumatoidalne zapalenie stawów

## S
- S – odcinek krzyżowy
- S – załamek S w zapisie ekg
- [SAR] – wolnoadaptujące receptory płuc
- SARS – zespół ostrej ciężkiej niewydolności oddechowej
- SBP (ang.) – skurczowe ciśnienie krwi (Systolic Blood Pressure)
- s.c – podskórnie (sub cutis)
- SCC (ang.) – antygen raka nabłonkowatego złuszczającego (Squamous Cell Carciona)
- SCID (ang.) – ciężki złożony niedobór odporności (Severe Combined ImmunoDeficiency)
- SD (ang.) – odchylenie standardowe (Standard Deviation)
- SEM – faza snu o wolnych ruchach gałek ocznych (NREM)
- SGOT – transaminaza glutaminoszczawiooctanowa
- SGPT – transaminaza glutaminopirogronianowa
- SHBG (ang.) – globulina wiążąca hormony płciowe (Sex Hormone Binding Globuline)
- SIADH (ang.) – zespół nieadekwatego wydzielania ADH (Syndrome of Inadequate ADH)
- SIDS (ang.) – zespół nagłych zgonów niemowląt (Sudden Infant Death Syndrome)
- sIgA – wydzielnicza IgA
- SK – streptokinaza
- SLE (ang.) – toczeń układowy (Systemic Lupus Erythematosis)
- SM – streptomycyna
- SM – stwardnienie rozsiane (sclerosis multiplex)
- SM – somatomedyna
- snRNA – mały, jądrowy RNA
- SPET (ang.) – tomografia emisyjna pojedynczego fotonu (Single Photon Emission Tomography)
- SR (ang.) – preparat powolnego uwalniania (Slow Release)
- SRIF – somatostatyna
- SSS (ang.) – zespół chorego węzła zatokowego (Sick Sinus Syndrome)
- SSSS (ang.) – zapalenie pęcherzowe i złuszczające noworodków (Staphylococcal Scalded Skin Syndrome)
- ST – odcinek ST w zapisie ekg
- STD (ang.) – choroby przekazywane drogą płciową (Sexually Transmitted Diseases)
- STH (ang.) – hormon wzrostu (Somatotropic Hormone)
- SV – objętość wyrzutowa serca
- SVT (ang.) – częstoskurcz nadkomorowy (Supraventricular tachycardia)
- SXA (ang.) – densytometr pojedynczej dawki promieniowania X (Single energy X-ray absorptiometer)
- Syn. (łac.) – synonim (Synonymum)

## T
- T – załamek T w zapisie ekg
- T3 – trójjodotyronina
- T4 – tyroksyna
- TAG – triacyloglicerol
- TB (ang.) – gruźlica (z łac. Tuberculosis)
- TBA (ang.) – gruźlica (tuberculosis)
- TBI (ang.) – napromienianie całego ciała (Total Body Irradiation)
- TBP – globulina wiążąca tyroksynę
- TBP – białko wiążące sekwencję TATA
- TBV – całkowita objętość krwi
- TBW – całkowita objętość wody w organizmie
- TEE (ang.) – ultrasonokardiogram przezprzełykowy (Transesophageal echocardiogram)
- TG (ang.) – trójglicerdydy (Triglycerides)
- TGA (ang.) – przestawienie naczyń aorty i tętnicy płucnej (Transposition of the Great Arteries)
- TGF – transformujący czynnik wzrostowy
- Th – odcinek piersiowy
- TIA (ang.) – przemijające niedokrwienie mózgu (Transient Ischemic Attack)
- TIBC (ang.) – całkowita zdolność wiązania żelaza (Total Iron Binding Capacity)
- TK – tomografia komputerowa (CT)
- TLC – całkowita pojemność płuc (ang. Total Lung Capacity)
- TNF – czynnik martwicy nowotworu (ang. Tumor Necrosis Factor)
- TNM (ang.) – klasyfikacja nowotworów (Tumor-Nodes-Metastases)
- TPA lub t-PA (ang.) – tkankowy aktywator plazminogenu (tissue plasminogen activator)
- TPO – peroksydaza tarczycowa
- TRH – tyreoliberyna
- tRNA – transportujący RNA
- TS (ang.) – zwężenie zastawki trójdzielnej (tricuspid stenosis)
- TSH – tyreotropina
- TT (ang.) – czas trombinowy (thrombin time)
- TTS (ang.) – system przeskórnego podawania leków (Transdermal Therapeutic System)
- Tu – guz (tumour)
- TUR (ang.) – resekcja przezcewkowa (Transurethral resection)
- TV – objętość oddechowa
- TXA2 – tromboksan A2

## U
- U – fala U w zapisie ekg
- UBT (ang.) – test oddechowy Helicobacter Pylori (urea breath test)
- UDP – urydyno-5'-difosforan
- UKPDS (ang.) – nazwa programu badawczego dot. cukrzycy (United Kingdom Prospective Diabetes Study)
- UKG – ultrasonokardiografia
- UMP – urydyno-5'-fosforan
- u-PA – uroplazmina
- USG – ultrasonografia
- UTP – urydyno-5'-trifosforan
- USR (ang.) – odczyn USR w kierunku kiły (Unheated Serum Reagin)
- UVAL (ang.) – laser argonowy nadfioletowy (Ultraviolet Argon Laser)

## V
- v. – żyła
- V1 – oznaczenie elektrody przy badaniu ekg
- V2 – oznaczenie elektrody przy badaniu ekg
- V3 – oznaczenie elektrody przy badaniu ekg
- V4 – oznaczenie elektrody przy badaniu ekg
- V5 – oznaczenie elektrody przy badaniu ekg
- V6 – oznaczenie elektrody przy badaniu ekg
- VAD (ang.) – vincristine adriblastine dexamethasone
- VAMP (ang.) – vincristine adriblastine methylprednisone
- VC – pojemność życiowa płuc
- VDRL (ang.) – badanie VDRL w kierunku kiły (Venereal Diseases Research Laboratory)
- VEB (ang.) – skurcz dodatkowy komorowy (Vetricular Ectopic Beat)
- VEGF – naczyniowy czynnik wzrostu śródbłonka
- VF (ang.) – migotanie komór (Ventricular Fibrillation)
- VIP – wazoaktywny peptyd jelitowy
- VLDL – lipoproteiny osocza o bardzo małej gęstości
- VMA (ang.) – kwas wanilinomigdałowy (Vanillylmandelic Acid)
- VP – wazopresyna (ADH)
- VSD (ang.) – ubytek w przegrodzie międzykomorowej (Ventricular Septal Defect)
- VT (ang.) – częstoskurcz komorowy (Ventricular Tachycardia)
- vv. – żyły

## W
- WBC (ang.) – leukocyty (White Blood Cells)
- WHO (ang.) – Światowa Organizacja Zdrowia (World Health Organization)
- WKT – wolne kwasy tłuszczowe
- wpw – w polu widzenia
- WPW (ang.) – zespół Wolffa-Parkinsona-White’a (Wolff-Parkinson-White Syndrome)
- WZW – wirusowe zapalenie wątroby

## X
- XII-nica – dwunastnica

## Z
- ZIFT (ang.) – Zygote intrafallopian transfer (Zygote intrafallopian transfer)
- zzsk – zesztywniające zapalenie stawów kręgosłupa

## Ż
- ż. – żyła
- ŻW – żyła wrotna
- żż. – żyły